# Ulrika Pasch
Ulrika "Ulla" Fredrica Pasch foi uma pintora e miniaturista rococó sueca e membro da Academia Real de Artes da Suécia.
Ulrika Pasch foi uma das poucas mulheres a conseguir uma carreira bem-sucedida como artista na Suécia do século XVIII. Nascida em Estocolmo, Ulrika fez parte de uma família de artistas, sendo sobrinha do famoso pintor sueco Johan Pasch. Ela foi influenciada pelo trabalho de seu tio, mas conseguiu desenvolver um estilo próprio que a levou a ser admitida na Academia Real de Artes da Suécia em 1773, um feito notável para uma mulher na época.
A formação artística de Ulrika Pasch ocorreu no ateliê de seu tio, onde aprendeu técnicas de pintura e desenvolveu habilidades que a destacariam em sua carreira. Quando seu irmão, o também pintor Lorens Pasch, o Jovem, adoeceu, Ulrika passou a ajudá-lo com os pedidos de retratos que ele recebia. A partir disso, ela começou a aceitar comissões próprias, e seu trabalho logo atraiu a atenção de membros da nobreza sueca e da alta burguesia, que a contrataram para realizar retratos familiares. O talento de Ulrika para capturar detalhes das expressões faciais e da vestimenta de seus modelos fez dela uma artista muito procurada e respeitada.
Os retratos de Ulrika Pasch são marcados por um estilo simples e direto, refletindo as influências do rococó tardio, mas com uma sobriedade que também antecipa o neoclassicismo. Ela era hábil em representar seus modelos de maneira naturalista, buscando expressar traços psicológicos que conferiam profundidade aos retratos. Além de sua técnica precisa, Ulrika incorporava em suas composições elementos simbólicos que indicavam a posição social e os interesses de seus clientes, como livros, instrumentos musicais ou tecidos refinados, tornando seus trabalhos não apenas registros físicos, mas também culturais e sociais da elite sueca do século XVIII.
Além dos retratos, Pasch também produziu algumas naturezas-mortas, embora este gênero representasse uma parte menor de sua produção. Mesmo com limitações de gênero impostas pela sociedade, ela alcançou um nível de independência econômica raro para uma mulher de sua época, sustentando-se exclusivamente de sua arte. Sua admissão na Academia Real de Artes da Suécia foi uma conquista significativa, que marcou a história da instituição e abriu portas para que outras mulheres fossem aceitas como membros posteriormente.
Hoje, Ulrika Pasch é considerada uma das mais importantes pintoras suecas do período, e seu legado é estudado tanto por sua habilidade técnica quanto pelo papel que desempenhou como pioneira para mulheres artistas na Suécia. Seu trabalho permanece em coleções de museus suecos, e sua história inspira o estudo da posição das mulheres na arte nórdica do século XVIII, destacando sua capacidade de transpor barreiras sociais e culturais por meio de sua dedicação à pintura.